# Deep Cover
Deep Cover é um filme thriller neo-noir produzido nos Estados Unidos, dirigido por Bill Duke e lançado em 1992.